# Francés canadiense
Francés canadiense (en francés: Français canadien) es un término general que agrupa los distintos dialectos de la lengua francesa que se hablan en Canadá. El francés es el idioma materno de casi nueve millones de canadienses, cifra que constituye aproximadamente el 23% de la población nacional. A nivel federal tiene la condición de cooficial junto con el inglés. Provincialmente es oficial cuando ello se justifique por números, salvo en el caso de Nuevo Brunswick que es oficialmente bilingüe (con el inglés), y en Quebec donde es el único idioma oficial. El francés es también cooficial en los tres territorios (Nunavut, Territorios del Noroeste y Yukón). Asimismo comprende las pequeñas comunidades francoparlantes de Nueva Inglaterra, en el noreste de los Estados Unidos, donde gran número de canadienses oriundos del Quebec se establecieron durante el siglo XIX.

## Variedades
- El francés del Quebec se habla en la provincia del mismo nombre. Muy relacionada con las variedades que son habladas por comunidades de habla francesa en Ontario, el oeste de Canadá, Labrador y en  Nueva Inglaterra (región de los Estados Unidos) Se diferencian principalmente por su conservadurismo lingüístico. El término «laurentino» o «Laurentien»  tiene una aplicación limitada como una etiqueta colectiva de estas variedades, y «francés de Quebec» también se ha utilizado. La inmensa mayoría del habla francesa en Canadá es en este dialecto, ya que la mayoría de ellos vive en Quebec.
- El francés de la Acadia es hablado por más de 350.000 acadios en algunas partes de las provincias marítimas de Canadá, Terranova, las Islas Magdalena, y la Gaspesia (Gaspé). Es el dialecto del cual desciende el francés en Luisiana, la lengua cajun  (nombre derivado de una pronunciación coloquial de "Acadia").
- Francés métis se habla en Manitoba y el oeste de Canadá por el pueblo métis, descendientes de madres indígenas (concretamente la tribu cree) y padres franceses comerciantes durante el comercio de pieles. Muchos de ellos hablan la lengua cree además del francés, y con los años han desarrollado una lengua única mixta llamada Michif mediante la combinación de sustantivos, las cifras, artículos y adjetivos de la lengua francesa  con los verbos, demostrativos, preposiciones, pronombres interrogativos y los pronombres personales de la lengua cree. Tanto el michif como el francés métis están en grave peligro de extinción.
- El francés de Terranova es hablado por una pequeña población en la península de Port-au-Port de Terranova. Está en peligro de extinción - tanto el francés de Quebec como el francés acadiano son ahora más ampliamente hablados entre los francoparlantes de Terranova que el dialecto peninsular distintivo.
- El  francés brayón (o francés del Madawaska) se habla en Beauce en Quebec y Madawaska en Nuevo Brunswick (y el estado de Maine en Estados Unidos). Aunque superficialmente es un descendiente fonológico del francés acadiense, análisis posteriores revelan que es morfológica y sintácticamente idéntico al francés de Quebec. Se cree que es el resultado de una nivelación de los dialectos en contacto entre quebequenses y los colonos de Acadia.

## Sub-variedades
- Joual: jerga de la clase trabajadora francófona de Quebec.
- Chiac: jerga mezcla del dialecto acadiano con la lengua inglesa.

## Uso histórico
El término francés canadiense solía referirse específicamente al francés del Quebec así como sus variedades en provincias al oeste. Esto es probablemente debido a que Canadá y Acadia fueron entidades distintas dentro de la Nueva Francia y el Canadá hasta 1867. Sin embargo, hoy el término francés canadiense no suele ser excluir  francés de Acadia.
Filogenéticamente, el francés del Quebec, el francés Métis, y el francés de Brayon son ejemplos del francés koiné en el continente americano, mientras que el francés de la Acadia, el francés cajún, y el francés de Terranova derivan de dialectos originarios de Francia que no han sufrido procesos de koineización